# Synagoga Börneplatz we Frankfurcie nad Menem
Synagoga Börneplatz we Frankfurcie nad Menem (niem. Börneplatzsynagoge) – największa synagoga frankfurckiej ortodoksyjnej gminy żydowskiej, znajdująca się przy Börneplatz. Została zbudowana w latach 1881–1882, według projektu Siegfrieda Kusnitzkiego. 
Synagoga została spalona podczas nocy kryształowej w listopadzie 1938 roku. Ruiny synagogi zostały rozebrane około1939 roku.